# Кнут Віксель
Юхан Густав Кнут Віксель (швед. Johan Gustaf Knut Wicksell, 20 грудня 1851, Стокгольм , Швеція — 3 травня 1926, Стоксунд, Швеція) — шведський економіст, перший синтезував концепції Австрійської школи, ставши одним з вчителів стокгольмської школи, автор ефекту Вікселя.

## Біографія
Кнут народився в Стокгольмі 20 грудня 1851 року і був наймолодшим серед шести дітей, один з яких помер у дитинстві. У нього було три сестри і старший на рік брат Аксель. Його батько Йохан Віксель був бізнесменом і ріелтором. Кнут рано втратив обох батьків: мати Крістіна померла в 1858 році, коли йому було 6 років, батько, одружившись вдруге в 1861 році, помер в 1867 році, коли Кнуту було 15 років.
У 1869 році вступив в Уппсальський університет, щоб вивчати математику і фізику. В 1872 році він отримав ступінь бакалавра з відзнакою, а в 1885 році отримав докторський ступінь з математики, в 1895 році докторський ступінь з економіки, в 1899 році ступінь з права. У 1873—1874 роках працював учителем у середній школі Уппсали, в 1874—1875 роках займався приватним репетиторством. У 1885 році відвідав Лондон, а в 1887 році Віксель отримав трирічний грант Фонду Лорена для вивчення економіки в Німеччині і Австрії.
Після отримання ступеня з права тільки в 1899 році, у 48-річному віці зміг отримати посаду доцента кафедри економіки і права в Уппсальському університеті.
У 1900 році став професором, а з 1904 року — професором політекономії в Лундському університеті до виходу на пенсію в 1916 році.

## Сім'я
У 1889 році в Парижі він одружився з відомою феміністкою Ганною Бугге (1862—1928). У 1890 році у них народився син Свен Віксель (1890—1939), а 1893 році — другий син Фін, який трагічно загинув в 1913 році, випавши з вікна. У 1916 році і до 1926 року сім'я Вікселя переїхала в Стокгольм. Кнут Віксель помер 3 травня 1926 року.

## Пам'ять
Лауреат Нобелівської премії з економіки 1986 року Дж. Б'юкенен зазначив, що його власні дослідження проблем узгодженості державних витрат і податкових рішень, які він проводив у 1949 році, значною мірою були мотивовані працями Кнута Вікселя у цій же сфері наукових інтересів. У 1993 році Європейська екологічна спільнота суспільного вибору заснувала щорічну премію Вікселя за кращу роботу, опубліковану в журналі «European Journal of Political Economy».

У 2010 році Школа економіки і менеджменту Лундського університету відкрила Центр фінансових досліджень імені Кнута Вікселя.

## Основний вклад в науку
У роботі «Лекції з політичної економіки, заснованої на граничному принципі» здійснив синтез основних концепцій неокласичного напряму XIX століття і доповнив його динамічним підходом, вперше ввівши в економічний аналіз категорію «очікувань». Віксель доповнив принцип граничної продуктивності тим, що дохід на капітал не може бути визначений аналогічно граничному продукту «первинних факторів виробництва» (праці і землі), оскільки приріст капіталу призводить до переоцінки вартості його запасу, внаслідок змін в ставках заробітної плати і відсотка — названий ефектом Вікселя.
К. Віксель критикував кількісну теорію грошей.